# (1132) Hollandia
(1132) Hollandia ist ein Asteroid des Hauptgürtels, der am 13. September 1929 vom niederländischen Astronomen Hendrik van Gent in Johannesburg entdeckt wurde. 
Der Name des Asteroiden ist von der lateinischen Bezeichnung für die Niederlande abgeleitet.